# Imoco Volley Conegliano
Maillots
L’Imoco Volley Conegliano est un club italien de volley-ball féminin dont le siège est basé à San Vendemiano, commune limitrophe de Conegliano, dans la province de Trévise, en région Vénétie. Fondé en 2012, il évolue dans le Championnat professionnel de Serie A1 depuis la saison 2012-2013.
Le club est présidé par Piero Garbellotto et entraîné par Daniele Santarelli depuis 2017. Il réside dans la salle PalaVerde (it), possédant une capacité d'accueil de 5344 places.
Depuis sa création, le club connaît sur une courte période une croissance importante grâce à l'apport de ses résultats sportifs. Depuis la saison 2015-2016, il remporte de nombreux titres sur la scène nationale et internationale, dont la Ligue des champions en 2021, 2024 et 2025, lui créant rapidement une renommée mondiale.

## Noms précédents
En raison de contrats de sponsoring, le club a concouru sous les noms suivants :
- Imoco Volley Conegliano (2012–2013)
- Prosecco Doc-Imoco Conegliano (2013–2015)
- Imoco Volley Conegliano (2015–2019)
- A. Carraro Imoco Conegliano (2019–2021)
- Prosecco Doc Imoco Volley Conegliano (2021–)

## Histoire
Le club naît le 15 mars 2012, deux mois seulement après la mise en retrait de l'autre club de ville, le Spes Volley Conegliano, qui se retrouve à devoir renoncer à poursuivre son parcours en raison de problèmes économiques, quittant le Championnat de Serie A1 en ayant pas pu terminé la phase aller. Le 24 avril de la même année, le président Piero Garbellotto annonce que l'équipe participera à la prochaine saison de Serie A1, grâce à l'achat du titre sportif du club de Parme.
Pour sa saison inaugurale, l'équipe termine à la cinquième place de la saison régulière en championnat, avant de réaliser l'exploit d'atteindre la finale des play-offs dès sa première année, après avoir écarté Villa Cortese en quart de finale et le FV Busto Arsizio au tour suivant. Lors de la finale, disputée en quatre rencontres, les Panthères s'inclinent face au River Volley. Grâce à cette performance, le club obtient sa qualification pour Ligue des champions 2013-2014, compétition où il est éliminé lors de la phase finale à 12 équipes.
Lors de la saison 2015-2016, le club remporte son premier titre avec le Championnat d'Italie, après avoir également terminé à la première place au classement de la saison régulière, puis lors de l'exercice suivant, remporte successivement la Supercoupe et la Coupe d'Italie avant d'atteindre la finale de la Ligue des champions pour la première fois de sa jeune histoire, battue par le Vakıfbank İstanbul (0-3 ; 19-25, 13-25, 23-25).
Lors de l'exercice 2017-2018, les Coneglianesi gagnent pour la seconde fois la Serie A puis l'année suivante remportent une deuxième supercoupe et un troisième championnat national en plus de perdre pour la seconde fois consécutive en finale de la Ligue des champions, cette fois-ci contre un autre club italien, l'Igor Gorgonzola Novare (1-3 ; 18-25, 17-25, 25-14, 22-25).
Lors de la saison 2019-2020, l'équipe remporte la Supercoupe d'Italie pour la troisième fois ainsi que son premier Championnat du monde des clubs, en disposant en finale du club turc de Eczacıbaşı Istanbul (3-1 ; 22-25, 25-14, 25-19, 25-21). En février 2020, les joueuses de Vénétie gagnent une deuxième Coupe d'Italie après une victoire par 3 set à 0 en finale face au FV Busto Arsizio.
Lors de l'exercice 2020-2021, le club remporte la Ligue des champions ainsi que le triplé sur la scène nationale : Championnat, Coupe et Supercoupe d'Italie.

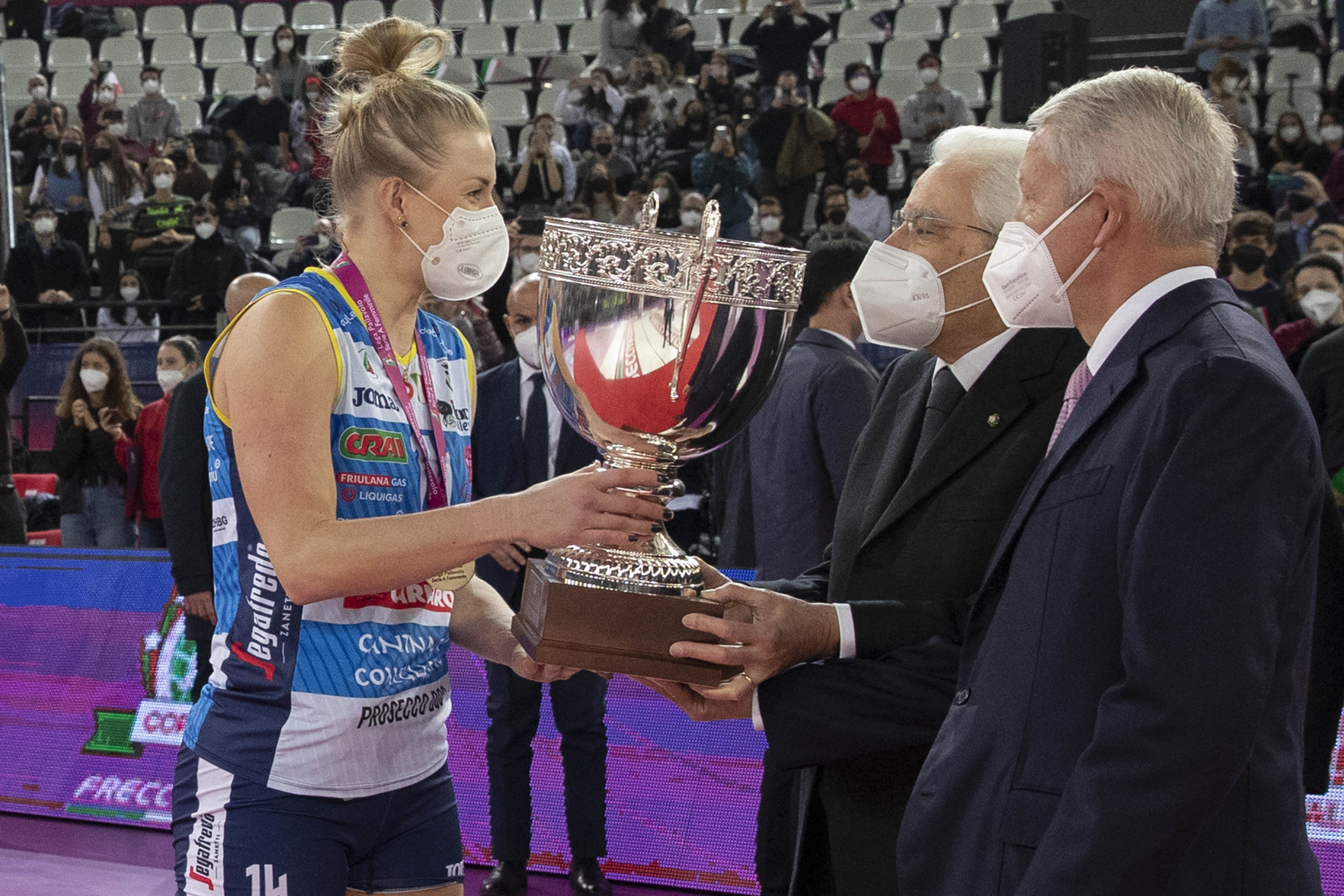
La capitaine Joanna Wołosz recevant la Coupe d'italie 2022 des mains du président de la République italienne Sergio Mattarella.

L'équipe commence la saison 2021-2022 par une victoire en Supercoupe d'Italie contre Novare (3-0). Le 21 novembre 2021, à la suite de sa 74e victoire obtenue à l'occasion d'une rencontre de Serie A1 contre Trentino Rosa (it), Imoco Volley Conegliano bat le record mondial de victoires consécutives jusque-là détenu par Vakıfbank İstanbul (73 établit entre 2012 et 2014). Au cours de la même saison, les Panthères conquièrent également pour la quatrième fois la Coupe d'Italie et pour la cinquième fois le Championnat.
Lors de l'exercice 2022-2023, le club remporte la 27e édition de la Supercoupe d'Italie, son sixième succès dans l'épreuve. Le 18 décembre 2022, il obtient sa seconde victoire au Championnat du monde des clubs. Le 29 janvier 2023, l'équipe remporte la cinquième Coupe d'Italie de son histoire. A l'issue de la saison, Conegliano est champion d'Italie pour la 6e fois après sa victoire en finale des play-offs face au Vero Volley Milan et une série de cinq matchs disputés.
Lors de la saison 2023-2024, le club réalise un nouveau triplé sur la scène nationale, le 4e consécutif. Le 5 mai 2024, Imoco Conegliano remporte la Ligue des champions pour la deuxième fois après 2021, en s'imposant en cinq manches (25-14, 23-25, 25-19, 19-25, 15-9) lors de la finale face au Vero Volley Milan, disputée à Antalya en Turquie.
Le 22 décembre 2024, le club remporte son 3e Championnat du monde des clubs après sa victoire en finale face aux Chinoises de Tianjin. Vainqueur de Milan en 3 matchs lors de la finale de Serie A1 2024-2025, Imoco Volley est champion d'Italie pour la 8e fois (la 7e consécutive). La réceptionneuse-attaquante brésilienne, Gabriela Guimarães, est désignée meilleure joueuse de la saison. Le 22 avril 2025, lors du match 3 de la finale, le club met également à l'honneur sa libéro emblématique Monica De Gennaro, qui fête son 500e match avec les Panthères, à 38 ans. Présente dans le club vénète depuis 2013, elle est la seule joueuse à disposer d'un palmarès identique à ce dernier, soit 28 titres remportés. Le 4 mai 2025, l'équipe parachève sa saison en s'imposant face à Scandicci (it) en finale de la Ligue des champions (3-0 : 25-16, 25-21, 25-19), prolongeant par là-même sa série de victoires dans la compétition à 21 matchs (la dernière défaite remontant à la saison 2022-23). Le club réalise ainsi l'exercice le plus abouti de sa jeune histoire, en remportant tous les titres en jeu (Serie A1, Coupe, Supercoupe, Championnat du monde des clubs et C1), et en ne perdant qu'une seule rencontre toutes compétitions confondues, au cours de sa série en demi-finale du Championnat d'Italie face à Novare. Seul le Vakıfbank Istanbul réussit pareille performance lors de la saison 2017-2018.

## Résultats sportifs

### Palmarès
| Compétitions nationales | Compétitions internationales |
| - Championnat d'Italie (8) - Vainqueur : 2016, 2018, 2019, 2021, 2022, 2023, 2024, 2025. - Finaliste : 2013. - Coupe d'Italie (7) - Vainqueur : 2017, 2020, 2021, 2022, 2023, 2024, 2025. - Finaliste : 2018, 2019. - Supercoupe d'Italie (8) - Vainqueur : 2016, 2018, 2019, 2020, 2021, 2022, 2023, 2024. - Finaliste : 2013, 2017. | - Ligue des champions (3) - Vainqueur : 2021, 2024, 2025. - Finaliste : 2017, 2019, 2022. - Championnat du monde des clubs (3) - Vainqueur : 2019, 2022, 2024. - Finaliste : 2021. |

### Bilan saison par saison
| Saison    | Division | Saison régulière | Phase finale        | Coupe d'Italie | Supercoupe d'Italie | Coupes d'Europe                                  | Championnat du monde |
| --------- | -------- | ---------------- | ------------------- | -------------- | ------------------- | ------------------------------------------------ | -------------------- |
| 2012-2013 | Serie A1 | 5e               | Finaliste           | 1/4 finale     | -                   | -                                                | -                    |
| 2013-2014 | Serie A1 | 2e               | 1/2 finale          | 1/4 finale     | Finaliste           | Play-offs à 12 équipes de la Ligue des champions | -                    |
| 2014-2015 | Serie A1 | 6e               | 1/2 finale          | 1/2 finale     | -                   | 1/4 finale de la Coupe de la CEV                 | -                    |
| 2015-2016 | Serie A1 | 1er              | Champion            | 1/4 finale     | -                   | -                                                | -                    |
| 2016-2017 | Serie A1 | 1er              | 1/2 finale          | Vainqueur      | Vainqueur           | Finaliste de la Ligue des champions              | -                    |
| 2017-2018 | Serie A1 | 3e               | Champion            | Finaliste      | Finaliste           | 3e place de la Ligue des champions               | -                    |
| 2018-2019 | Serie A1 | 1er              | Champion            | Finaliste      | Vainqueur           | Finaliste de la Ligue des champions              | -                    |
| 2019-2020 | Serie A1 | 1er              | Compétition annulée | Vainqueur      | Vainqueur           | 1/2 finale de la Ligue des champions             | Vainqueur            |
| 2020-2021 | Serie A1 | 1er              | Champion            | Vainqueur      | Vainqueur           | Vainqueur de la Ligue des champions              | -                    |
| 2021-2022 | Serie A1 | 1er              | Champion            | Vainqueur      | Vainqueur           | Finaliste de la Ligue des champions              | Finaliste            |
| 2022-2023 | Serie A1 | 1er              | Champion            | Vainqueur      | Vainqueur           | 1/4 de finale de la Ligue des champions          | Vainqueur            |
| 2023-2024 | Serie A1 | 1er              | Champion            | Vainqueur      | Vainqueur           | Vainqueur de la Ligue des champions              | -                    |
| 2024-2025 | Serie A1 | 1er              | Champion            | Vainqueur      | Vainqueur           | Vainqueur de la Ligue des champions              | Vainqueur            |

## Infrastructure du club

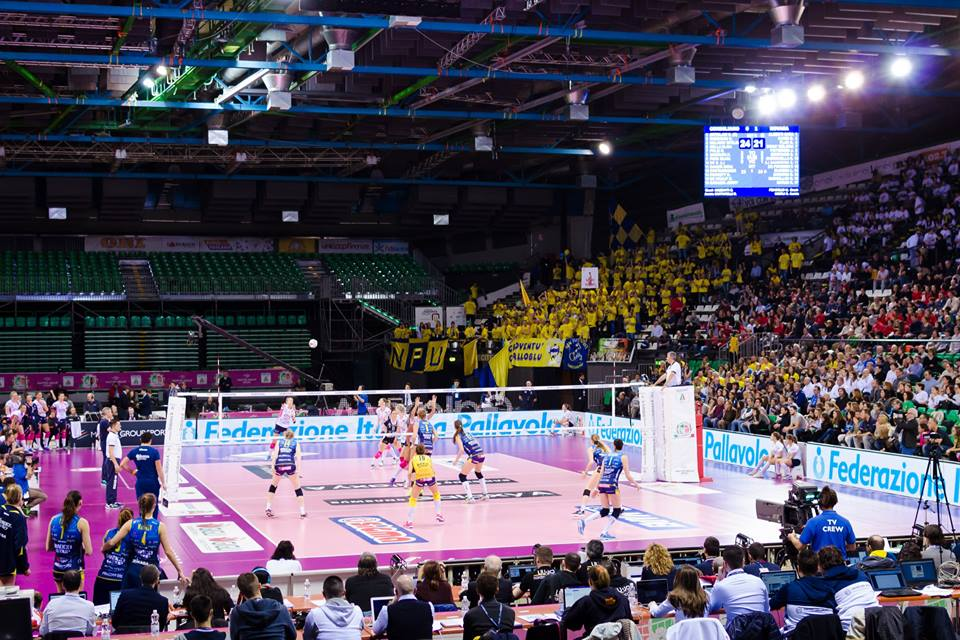
Le PalaVerde (saison 2016-2017).

### PalaVerde
La salle PalaVerde (it) est le lieu de résidence de l'équipe première depuis 2012. Inaugurée en 1983, elle est située à Lancenigo (it), frazione de la ville de Villorba et possède une capacité d'accueil de 5344 places.

## Effectifs

### Saison 2024-2025
| No                                                       | Nom                                                      | Date de naissance                                        | Taille                         | Poids                          | Poste                          |
| -------------------------------------------------------- | -------------------------------------------------------- | -------------------------------------------------------- | ------------------------------ | ------------------------------ | ------------------------------ |
| 1                                                        | Gabriela Guimarães                                       | 19 mai 1994                                              | 180                            | 65                             | Réceptionneuse-attaquante      |
| 4                                                        | Zhu Ting                                                 | 29 novembre 1994                                         | 198                            | 78                             | Réceptionneuse-attaquante      |
| 6                                                        | Nanami Seki (en)                                         | 12 juin 1999                                             | 171                            | 60                             | Passeuse                       |
| 7                                                        | Katja Eckl                                               | 6 mai 2003                                               | 188                            | N/C                            | Centrale                       |
| 9                                                        | Marina Lubian                                            | 11 avril 2000                                            | 195                            | 74                             | Centrale                       |
| 10                                                       | Monica De Gennaro                                        | 8 janvier 1987                                           | 173                            | 71                             | Libero                         |
| 11                                                       | Isabelle Haak                                            | 11 juillet 1999                                          | 196                            | 83                             | Attaquante                     |
| 14                                                       | Joanna Wołosz                                            | 7 avril 1990                                             | 181                            | 65                             | Passeuse                       |
| 15                                                       | Merit Adigwe                                             | 24 août 2006                                             | 183                            | N/C                            | Attaquante                     |
| 16                                                       | Khalia Lanier (en)                                       | 19 septembre 1998                                        | 190                            | N/C                            | Réceptionneuse-attaquante      |
| 17                                                       | Martyna Łukasik (en)                                     | 26 novembre 1999                                         | 189                            | 75                             | Réceptionneuse-attaquante      |
| 18                                                       | Cristina Chirichella                                     | 10 février 1994                                          | 195                            | 75                             | Centrale                       |
| 19                                                       | Sarah Fahr                                               | 12 septembre 2001                                        | 192                            | 80                             | Centrale                       |
| 20                                                       | Anna Bardaro                                             | 29 avril 2005                                            | 177                            | 65                             | Libero                         |
|                                                          |                                                          |                                                          |                                |                                |                                |
| Encadrement technique                                    | Encadrement technique                                    |                                                          | Légende                        | Légende                        | Légende                        |
| Entraîneur : Daniele Santarelli                          | Entraîneur : Daniele Santarelli                          | Entraîneur : Daniele Santarelli                          | : Capitaine                    | : Capitaine                    | : Capitaine                    |
| Entraîneur(s) adjoint(s) : Tommaso Barbato, Andrea Zotta | Entraîneur(s) adjoint(s) : Tommaso Barbato, Andrea Zotta | Entraîneur(s) adjoint(s) : Tommaso Barbato, Andrea Zotta | : Joueuse blessée actuellement | : Joueuse blessée actuellement | : Joueuse blessée actuellement |
| Manager général : Pier Paolo Zanasi                      |                                                          |                                                          |                                |                                |                                |

## Personnalités historiques du club

### Présidents
- Piero Garbellotto (2012-)

### Entraîneurs successifs
- Marco Gaspari (it) (2012-2014)
- Nicola Negro (it) (2014- jan.2015)
- Alessandro Chiappini (it) (fév.2015 -2015)
- Davide Mazzanti (it) (2015-2017)
- Daniele Santarelli (2017-)

### Capitaines
- Raffaella Calloni (2012–2014)
- Valentina Fiorin (2014-2015)
- Valentina Arrighetti (2015–2016)
- Serena Ortolani (2016–2017)
- Joanna Wołosz (2017-)

### Joueuses majeures
- Rachael Adams (2014–2016)
- Valentina Arrighetti (2015–2016)
- Jenny Barazza (jan.2013–2017)
- Cristina Barcellini (2012–2015)
- Samantha Bricio (2016–2018)
- Božana Butigan (en) (2020–2022)
- Letizia Camera (2012–2013)
- Elisa Cella (2016–2018)
- / Carolina Costagrande 
(2016–2017)
- Megan Courtney (en) (2021–2022)
- Lucia Crisanti (jan.2016–2016)
- Anna Danesi (2016–2019)
- Monica De Gennaro (2013–)
- Robin de Kruijf (2016–2024)
- Emiliya Dimitrova (2012–2015)
- Megan Easy 
(2015–2016, 2017–2019)
- Zuzanna Efimienko (2012–2013)
- Paola Egonu (2019–2022)
- Samanta Fabris (2017–2019)
- Sarah Fahr (2020–)
- Nicole Fawcett (jan.2017–2017)
- Valentina Fiorin (2012–2015)
- Raphaela Folie (2016–2022)
- Alessia Gennari (2022–2024)
- Lauren Gibbemeyer 
(jan.2014–mai.2014)
- Alisha Glass (2014–2016)
- Alexa Gray (2022–2023)
- Isabelle Haak (2022–)
- Micha Hancock 
(jan.2015–mars 2015)
- Kimberly Hill (2017–2021)
- Jennifer Janiska (2019–2020)
- Alexandra Klineman (2013–2014)
- Simone Lee (en) (jan.2018–2018)
- Carli Lloyd (2013–2014)
- Karsta Lowe (2018–2019)
- Marina Lubian (2022–)
- Ofelia Malinov (2016–2017)
- Miyu Nagaoka (2018–2019)
- Chiaka Ogbogu (2019–2020)
- Serena Ortolani (2015–2017)
- Neriman Özsoy (2014–2015)
- Athiná Papafotíou (2017–déc.2017)
- Kathryn Plummer (2021–2024)
- Kelsey Robinson-Cook
 (2015–2016, jan.2017–2017, 2022–2024)
- Katarzyna Skorupa (2016–2017)
- Indre Sorokaite (2019–2020)
- Miriam Sylla (2018–2022)
- Valentina Tirozzi 
(2013–2014, 2018–2019)
- Berenika Tomsia (2016–déc.2016)
- Hristina Vuchkova (2021–2022)
- Joanna Wołosz (2017–)

## Identité du club

### Historique du logo

Logo de 2012 à ?.

### Équipementiers
| Période   | Équipementier |
| 2012–2013 | Erreà         |
| 2013–2019 | Mikasa        |
| 2019–     | Joma          |